# Приютовка
Приютовка (укр. Приютівка) — посёлок, центр Приютовской поселковой общины Александрийского района Кировоградской области Украины.

## Географическое положение
Находится на берегу реки Ингулец, при впадении её притока Березовец.

## Промышленность
На территории поселка действует сахарный завод (ООО «Александрийский сахарный завод»).

## История
На территории нынешней Приютовки во второй половине XVIII века располагалась 13-я рота пандурского полка поселения Новой Сербии, сформированного для защиты южных границ Российской империи. Позже пандурский полк был переформирован и вошел в состав новообразованного в 1760 г. Жёлтого гусарского полка.
В 1764 г. Новая Сербия была упразднена, а её территории отошли к Новороссийской губернии. Новороссийская губерния, в свою очередь, в 1783 г. вошла в состав Екатеринославского наместничества. В 1784 г. в составе Екатеринославского наместничества был образован Александрийский уезд, в состав которого входила территория нынешней Приютовки. В 1796 году упразднён. Восстановлен в 1806 году в составе Херсонской губернии. В составе Херсонской губернии Приютовка относилась к Бандуровской волости. В 1920 Александрийский уезд отнесён к Кременчугской губернии. Упразднён в 1922 году.
С 1922 г. Кременчугская губерния переформирована в Кременчугский уезд. А с 1923 г. Кременчугский уезд переформирован в Кременчугский округ, в состав которого входила и Приютовка.
Помимо этого, по мнению краеведа Н. Жахаловой, нынешняя Приютовка, как поселение, основана в 1831 году переселенцами из Войновки. Сначала село принадлежало вдове капитана в отставке Марии Дмитриевне Ружман, а во второй половине XIX века — Ульяне Дмитриевне Канивальской (вдове бывшего собственника Войновки).
В ходе Великой Отечественной войны в 1941 году селение было оккупировано наступавшими немецкими войсками.
6 ноября 1986 года на узловой ЖД станции Користовка, расположенной на севере посёлка, произошло крушение пассажирских поездов. Погибло 44 человека.
В январе 1989 года численность населения составляла 3839 человек.
По состоянию на 1 января 2013 года численность населения составляла 3307 человек.

## Происхождение названия
Первое название населенного пункта — Ружманка. Иногда называют её Вараждин. Происхождение первого топонима Ружманка антропологическое. Топоним Вараждин, иногда Ворождин, скорее всего, появился как прямая ассоциация с близлежащим населенным пунктом Протопоповкой, бывшим новосербским шанцем Вараждин.